# Тайваньский чай
На Тайване выращивают четыре основных вида чая: улун, черный, зеленый и белый. Первое документальное упоминание о чайных деревьях на Тайване датируется 1717 годом и связано с местностью Шуй Ша Лян (水沙連), современные Ючи и Пули в уезде Наньтоу. Некоторые сорта чая до сих пор называют по старому названию острова — Формоза. Улуны, выращенные на Тайване, составляют около 20 % мирового производства.

### Виды Тайванского Чая

#### Улун[1]
- Улун Донг Динг (Тонг Динг): Выращенный в луговом регионе Наньтоу, улун Дун Дин, названный в честь горы Дун Дин, стал традиционным фаворитом. Известный своим умеренным уровнем окисления, этот улун создает идеальный баланс между яркой свежестью зеленого чая и глубокими тонами черного. Вкусовой профиль включает цветочные нотки, кремовую текстуру и долгое, сладкое послевкусие.
- Алишаньский улун: Выращенный в горном массиве Алишань, этот улун характеризуется легким окислением, яркими цветочными нотами и нежным сливочным вкусом. Большая высота над уровнем моря и прохладный туманный климат способствуют формированию его хрустящего вкуса и тонкого аромата.
- Восточная красавица (Донг Фан Мэй Рен/Бай Хао): Уникальность этого чая заключается в участии насекомых в процессе производства. Погрызание насекомых стимулирует растение выделять больше ароматических соединений, в результате чего получается сильно окисленный улун с фруктовой, медовой сладостью и насыщенным янтарным оттенком.
- Ли Шань (Грушевая гора) улун: Ли Шань Улун — один из самых высокогорных чаев Тайваня. Большая высота над уровнем моря и прохладный климат замедляют рост чайных листьев, что приводит к более концентрированному вкусу. Этот чай известен своим свежим ароматом орхидеи и сладким, освежающим вкусом.
- Шань Линь Си Улун: Этот высокогорный чай, выращенный в районе Шань Лин Си в центральной части Тайваня, славится своим мягким, насыщенным вкусом, включающим цветочные нотки и оттенок сливочности. Идеальный выбор для тех, кто ценит более крепкие улуны.
- Высокогорный (Гао Шань) улун: Это обозначение относится к улунам, выращенным на высоте более 1 000 метров. Среди них сорта из Алишань, Ли Шань и Шань Лин Си, которые ценятся за четкий, чистый вкус и ароматные цветочные нотки.
- Да Юй Линг Улун: Считается одним из самых высоких и редких высокогорных чаев Тайваня, Да Юй Лин Улун выращивают на высоте более 2 500 метров. Этот чай поражает своим ярким вкусовым профилем, цветочными и фруктовыми нотами, мягким вкусом и долгим сладким послевкусием.

### Черный чай
- Черный нефритовый чай TTES #18 от Тайваньской чайной экспериментальной станции, выведенный в 1990-х годах, является известным гибридом между Camellia sinensis v. assamica и местной Camellia sinensis formosensis. Говорят, что этот популярный чай имеет оттенки меда, корицы и мяты. Естественная сладость чая происходит от его связи с насекомыми. Местный вид листовертки (Jacobiasca formosana) откладывает яйца и кусает чайное растение в течение всего вегетационного периода, что побуждает растение вырабатывать два вещества — монотерпеновый диол и хотриенол. Этот защитный механизм, вместе с яйцами листовертки, приводит к уникальному вкусу этого тайваньского черного чая.
- Красный чай. Дословный перевод черного чая с мандаринского языка — «красный чай», и действительно, черный чай из Тайваня обычно имеет больше красных и оранжевых оттенков, чем черных. Большинство этих сортов намного легче, чем те, что распространены на Западе. Один из самых известных вариантов — Тайча № 18 с озера Санг Мун, также известный как Хуньюй. При правильном заваривании он приобретает оттенок заката и имеет нотки корицы и мяты. Вкус менее острый и менее выраженный. Невыразительный характер Тайча № 18 плохо сочетается с молоком, поскольку даже нежное молоко может приглушить вкус чая. Скорее всего, вы предпочтете потреблять молоко с небольшим количеством чая, а не наоборот. Еще один популярный вариант — медовый черный чай (misiang hongcha). Как следует из названия, он имеет более фруктовый вкус с оттенком меда. Он крепче, чем Тайча № 18, и лучше сочетается с молоком и, при необходимости, сахаром.

### Зеленый чай
- Зеленый чай Санья Билуочунь, выращенный в регионе Санься, славится нежными, спирально скрученными листьями и свежим травянистым вкусом с оттенком цветочных нот.
- Лунцзин. Хотя этот сорт имеет китайское происхождение, тайваньский лонгцзин отличается собственным характером. Он имеет более легкий вкус и тонкий аромат, идеально подходит для тех, кто предпочитает менее терпкий зеленый чай.

### Белый чай
- Тайваньская Серебряная Игла. Это исключительный белый чай из Тайваня, отличающийся нежным и мягким вкусом. Он изготавливается только из нераскрытых почек чайного растения, что обеспечивает легкий, свежий вкус и сладкие цветочные нотки.
- Чай Пушонг, также известный как Пау-жун или Бао-жун, — это слегка окисленный чай, находящийся между зеленым и улунами. Он известен своим тонким цветочным ароматом и более мягким вкусом по сравнению с сильно окисленными улунами. Традиционно производится в регионе Вэньшань, Пушонг предлагает мягкое знакомство с миром тайваньских чаев.

### Чайная культура Тайваня
1. Гунфуцзи: Традиционный метод заваривания чая, известный как «гунфуцзи», обеспечивает наиболее полное раскрытие вкусов тайваньских чаев. Этот ритуал требует вдумчивости и внимания к деталям.
2. Чайные ритуалы: Тайваньская чайная церемония — это обряд, который отличается эстетикой и спецификой. Он отражает глубокие корни традиционного чайного искусства.
3. Чайные фестивали: Тайвань организовывает чайные фестивали, где можно не только попробовать различные сорта чая, но и углубить свои знания о его производстве и истории.

### Тайваньская чайная промышленность
Тайвань продолжает оставаться лидером в мировой чайной индустрии, поддерживая высокие стандарты качества и выводя новые сорта. Большое количество чайных ферм, которые придерживаются экологических стандартов, способствуют сохранению природы и процветанию чайной культуры на этом прекрасном острове.
Тайваньские чаи отражают традиции и гостеприимство страны, создавая непревзойденное чайное путешествие для настоящих любителей чая со всего мира. Несомненно, Тайвань продолжает удивлять мир своим разнообразием и изяществом чайного искусства.